# Lao
Lao este o arie protejată (arie specială de conservare — SAC, sit de importanță comunitară — SCI) din Estonia întinsă pe o suprafață de 19 ha, integral pe uscat.

## Localizare
Centrul sitului Lao este situat la coordonatele 58°14′23″N 24°06′51″E / 58.2396°N 24.1141°E.

## Înființare
Situl Lao a fost declarat sit de importanță comunitară în aprilie 2004 pentru a proteja 1 specie de plante. Situl a fost protejat și ca arie specială de conservare în ianuarie 2006.

## Biodiversitate
Situată în ecoregiunea boreală, aria protejată nu include niciun habitat protejat.
La baza desemnării sitului se află o specie protejată de  plante: Angelica palustris.